# Vitória, Princesa Herdeira da Suécia
Vitória Ingrid Alice Desidéria (em sueco: Victoria Ingrid Alice Désirée; Solna, 14 de julho de 1977) é a herdeira aparente do trono sueco, como a filha mais velha do rei Carlos XVI Gustavo, e portanto, membro da Casa de Bernadotte, e ela ascender ao trono como esperado, ela será a quarta rainha reinante da Suécia (depois de Margarida, Cristina e Ulrica Eleonora) e a primeira desde 1720. Sua herança é garantida pelo Ato de Sucessão da Suécia de 1979, a primeira lei na Europa Ocidental a adotar a primogenitura absoluta real.

## Nascimento e criação
Vitória nasceu no dia 14 de julho de 1977 na cidade de Estocolmo na Suécia, sendo a primeira criança nascida para o Rei Carlos XVI Gustavo da Suécia e de sua esposa, a rainha-consorte Sílvia da Suécia, pertencendo à Casa de Bernadotte.
Nasceu como uma "Princesa da Suécia" com o tratamento de "Sua Alteza Real", sendo designada como a "Princesa Herdeira da Suécia" em 1979, à frente de seu irmão mais novo (o príncipe Karl Philip da Suécia), graças a uma mudança constitucional que lhe deu prioridade na linha de sucessão ao trono sueco.
A princesa é dita atualmente como um dos membros mais populares da família real sueca.

## Nomes e batizado
Ela foi batizada na Igreja Real do Palácio Real de Estocolmo no dia 27 de setembro de 1977. Os seus padrinhos escolhidos são: o até então rei Haroldo V da Noruega, o Ralf Sommerlath (o seu tio materno), a até então rainha reinante Beatriz dos Países Baixos e também a princesa Desidéria, Baronesa de Silfverschiöld (sua tia paterna).
O seu nome é uma homenagem aos seus parentes. O seu primeiro nome é uma homenagem à sua mãe do seu bisavô paterno, a Princesa Vitória de Baden, a Rainha Consorte da Suécia, esposa do Rei Gustavo V da Suécia. O mesmo nome também homenageia a avó paterna da sua bisavó paterna, a rainha reinante Vitória do Reino Unido. Os seus outros nomes são homenagens à sua tia-avó Ingrid, Rainha Consorte da Dinamarca; a sua avó materna, a brasileira Alice Sommerlath de Toledo e a sua ancestral Desidéria Clary, a rainha consorte de Carlos XIV João da Suécia), o mesmo nome também faz referência a sua tia paterna, a princesa Desidéria da Suécia, Baronesa Silfverschiöld.

## Educação

### Primeira educação
Vitória frequentou na Ålstensskolan, escola pública até o 9º ano do ensino primário. Depois passou a estudar em uma escola privada (a Enskilda Gymnasiet) na cidade de Estocolmo, onde completou o seu ensino secundário em 1996.

### Ensino superior
Vitória entrou na Universidade de Uppsala aonde estudou um programa multidisciplinar que a levou a outras instituições. Entre 1996 e 1997, estudou durante um ano na Université Catholique de l'Ouest, localizada em Angers na França. Depois entre 1998 a 2000, ela viveu nos Estados Unidos e estudou por dois anos na Universidade Yale, nos Estados Unidos. A princesa também estudou e acompanha o trabalho do governo sueco, a nível local e europeu, familiarizando-se com a política e economia sueca. Estudou também agricultura e desenvolvimento florestal.
No início de 2006, a Vitória se inscreveu no "Programa de Diplomatas" do Ministério de Relações Exteriores da Suécia, que vai de setembro de 2006 até junho de 2007. O programa é um programa de treinamento para os futuros diplomatas e dá uma visão do trabalho do ministério, das políticas externas e de segurança da Suécia e das relações suecas com o resto do mundo.
Em junho de 2009, ela se formou oficialmente como bacharel em artes pela Universidade de Uppsala.
Trabalhou como estagiária nas Organização das Nações Unidas, na cidade de Nova Iorque, e na embaixada da Suécia em Washington, capital dos Estados Unidos. Participou na Agência Sueca para a Cooperação e Desenvolvimento Internacional e no Conselho do Comércio Sueco na cidade de Berlim e Paris.

### Idiomas
Ela fala com fluência o seu sueco nativo, bem como inglês, francês e alemão.

## Mudança de estatuto
A princesa Vitória da Suécia tornou-se a primeira na linha de sucessão ao trono sueco apenas no dia 1 de janeiro de 1980, após a aprovação do Ato Sueco da Sucessão (Successionsordningen). Esta reforma constitucional tornou possível que o descendente primogênito do monarca fosse o herdeiro do trono, independentemente do seu gênero. O reino da Suécia foi o primeiro reino a adotar este sistema de sucessão.
Antes dessa mudança constitucional, o herdeiro do trono era o seu irmão varão caçula, o príncipe Karl Philip da Suécia, até então virou o segundo na linha de sucessão, tendo recebido o título de "Duque da Varmlândia". Enquanto que a princesa Madalena da Suécia, irmã caçula entre os três irmãos nascidos, tem o título de "Duquesa de Helsíngia" e "Duquesa de Gestrícia", seguiu até então como a terceira na linha de sucessão ao trono sueco. Fato que foi alterado devido ao nascimento dos seus sobrinhos, filhos de Vitória e depois filhos de Karl Philip.
Existem alegações de que a reforma não teria sido apoiada pelo rei Carlos XVI Gustavo da Suécia, que pretendia que o o príncipe Karl Philip da Suécia fosse o herdeiro do trono.[carece de fontes?]

## Deveres reais

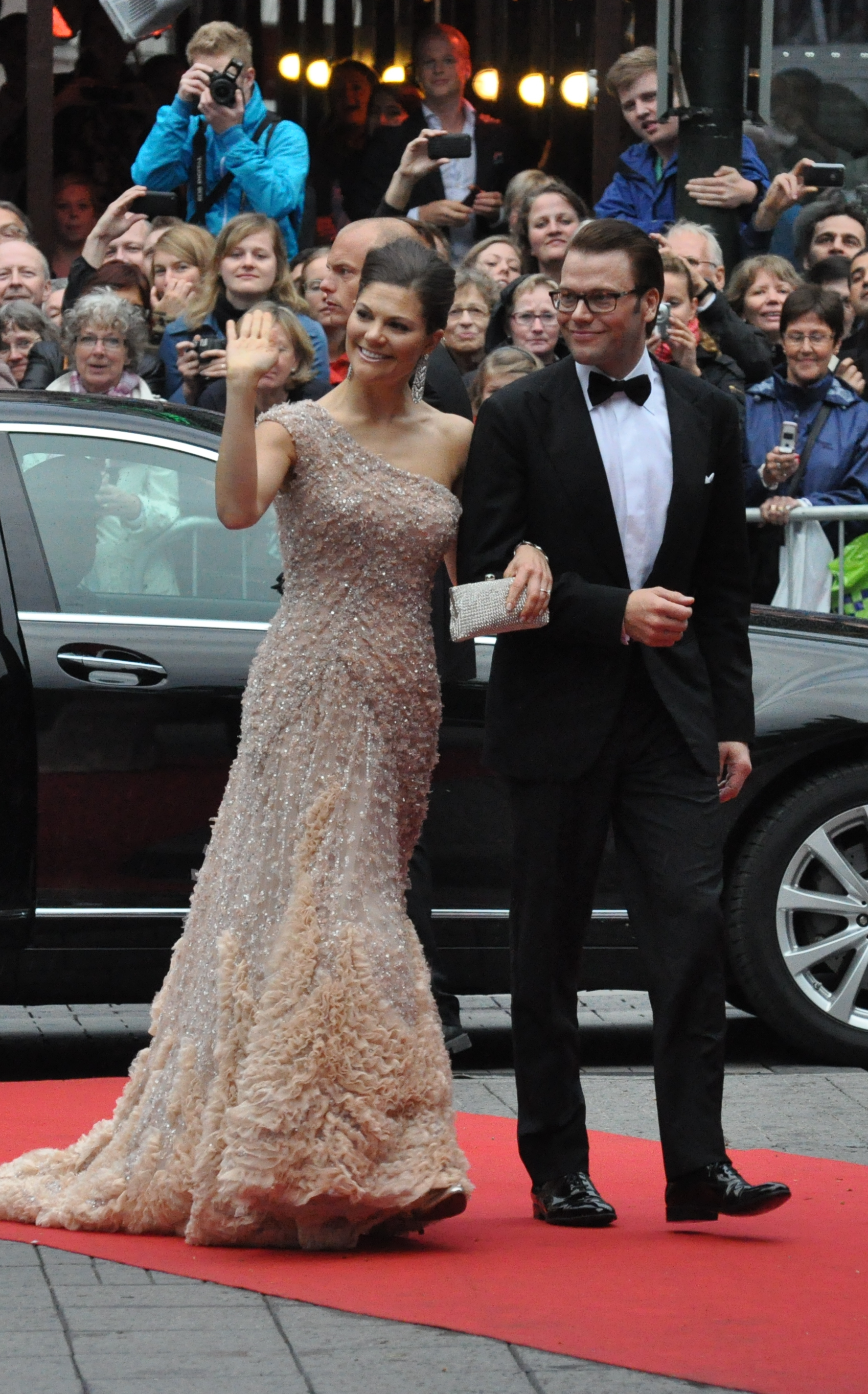
A princesa Vitória da Suécia com o marido, Daniel

A princesa Vitória foi solenemente investida como herdeira do trono sueco em uma cerimônia no Palácio Real de Estocolmo, ocorrida no dia 14 de julho de 1995, dia do seu 18º aniversário, quando proferiu discurso no Parlamento da Suécia.
Como princesa herdeira ao trono sueco, Vitória trabalha como membro da família real sueca com a sua própria agenda oficial, dando um grande suporte ao seu pai. Vitória participa regularmente no Conselho de Relações Internacionais. Também participa em almoços e jantares oficiais promovidos pelos seus pais para visitantes estrangeiros de alto nível e visitas oficiais de chefes de estado, da abertura do Parlamento, celebrações do Dia Nacional Sueco e das festividades nacionais do Prêmio Nobel.
Vitória faz muitas viagens oficiais como representante da Suécia. A sua primeira viagem oficial ao exterior foi ao Japão em 2001, onde ela promoveu o turismo sueco, design, música, gastronomia e sustentabilidade durante o evento sobre o estilo sueco. Também em 2001, Vitória também viajou para a costa oeste dos Estados Unidos, onde participou nas celebrações do centenário do Prêmio Nobel.
Em 2002, fez visitas oficiais ao Kosovo, onde visitou o Campo Vitória, os Estados Unidos, Espanha, Uganda e Etiópia. Em 2003 ela fez visitas oficiais ao Egito e aos Estados Unidos. No início de 2004, fez visitas a Arábia Saudita, como parte de uma grande delegação sueca. Em Outubro de 2004, foi visitar oficialmente a Hungria.

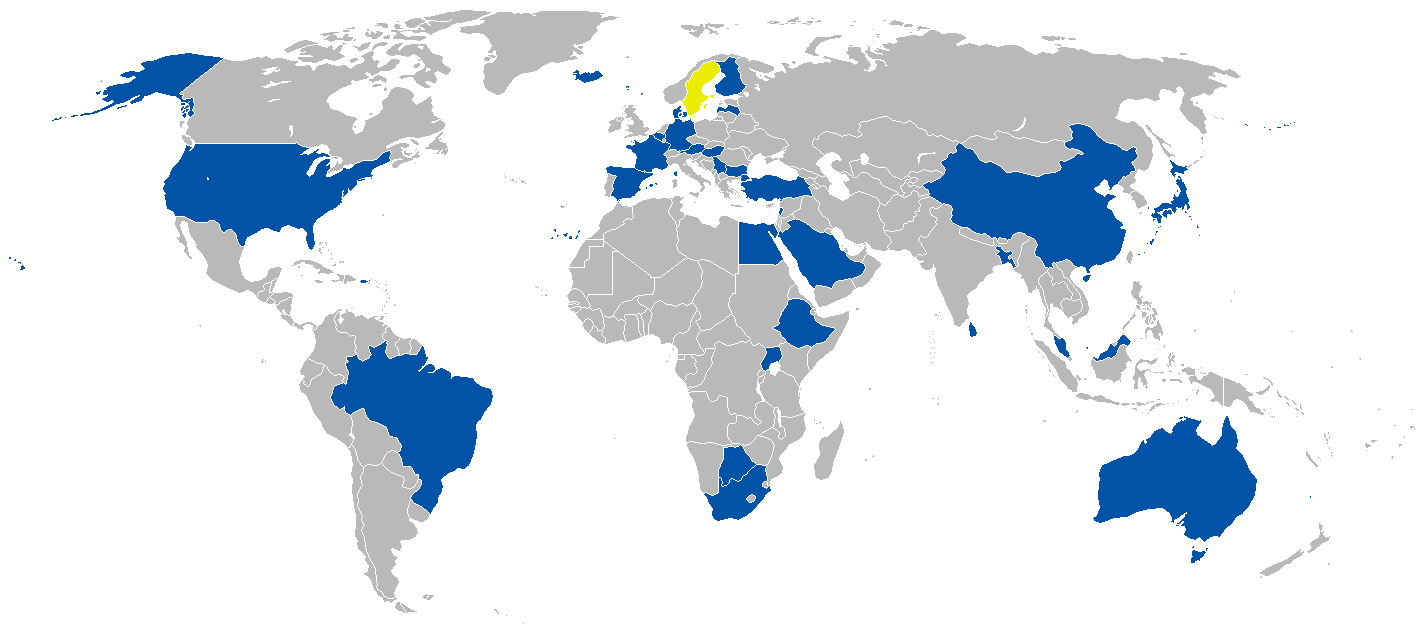
Países que a princesa visitou oficialmente
(Exceto visitas privadas)

Em janeiro de 2005, Vitória fez uma longa visita oficial a Austrália, promovendo a Suécia.
Em Abril de 2005, ela visitou Bangladesh e o Sri Lanka, para seguir os seus trabalhos na área da saúde e ter informações sobre o tsunami.
Em Abril de 2005, Vitória fez uma visita oficial ao Japão, onde ela visitou a Expo 2005 em Aichi, dando início a construção de uma loja da IKEA em Yokohama, juntamente com a princesa Hisako Takamado e também conheceu a família imperial japonesa.
Em 2005, visitou oficialmente a Turquia e a China.
Em março de 2006, Vitória fez uma visita oficial ao Brasil, onde visitou projetos subsidiados pela fundação World Childhood Foundation, criada por sua mãe, a rainha consorte Sílvia da Suécia.
Ela é membro do Conselho Honorário do Comitê Paralímpico Internacional.
Em janeiro de 2018, foi a anfitriã ao lado do marido o príncipe Daniel, Duque da Gotalândia Ocidental da recepção do príncipe William do Reino Unido, Duque de Cambridge e sua esposa Catharina, Duquesa de Cambridge a durante a visita oficial na Suécia, a visita serviu como um benefício para estreitar as relações entre o Reino Unido e a Europa após o chamado "Brexit".

## Vida pessoal

### Saúde
A princesa sofreu de dislexia durante no período escolar.
Em 1997, ela admitiu, publicamente, sofrer de anorexia nervosa e estar fazendo o tratamento médico. O anúncio oficial foi feito por um porta-voz do Palácio Real de Estocolmo, após algum tempo de especulação na imprensa sobre a excessiva magreza da princesa em suas participações em eventos. Em 1998, Vitória anunciou que se sentia bem, "embora todos tenham passado momentos difíceis".
Victoria sofre de prosopagnosia, o que torna difícil reconhecer rostos familiares. Em uma entrevista em 2008, ela chamou isso de "grande desvantagem" em sua capacidade, porque ela acha muito difícil lembrar nomes e rostos.
Em março de 2021, ela teve covid-19, e em janeiro de 2022, já vacinada, foi reinfectada com o Sars-Cov-2.

### Relacionamentos
O primeiro namorado "conhecido" de Victoria foi o atual produtor cinematográfico sueco Daniel Collert (o Per Daniel Gustaf Collert). Eles se socializaram nos mesmos círculos, frequentaram a mesma escola e já eram amigos quando o seu romance se desenvolveu em meados de 1993.
Em 1998, quando Vitoria se mudou para os Estados Unidos para estudar e se recuperar de seus distúrbios alimentares, Collert se mudou com ela e se estabeleceu na cidade de Nova York. Em setembro de 2000, o relacionamento de Victoria com Collert foi confirmado em uma entrevista na Expo 2000 na Alemanha. O relacionamento terminou oficialmente em 2001.

## Namoro e casamento com Daniel Westling

### Namoro
Em 2002, houve especulações pela imprensa acerca de uma possível ligação amorosa entre a princesa Vitória e o plebeu Daniel Westling, o seu antigo treinador pessoal e dono de uma academia, na qual estava matriculada. Na época, Vitória apenas reconheceu ser amiga de Westling. Em 2004, porém, o jornal sueco Expressen noticiou que o casal pretendia anunciar o seu noivado no início de 2005 e se casar no verão daquele mesmo ano, o que não aconteceu.
Em 2006, os boatos continuavam, Vitória e Daniel foram vistos várias vezes juntos. Daniel Westling também participou de alguns eventos formais em que a princesa esteve presente.
Finalmente, em 24 de fevereiro de 2009, a Casa Real anunciou que Vitória e Daniel Westling estavam oficialmente noivos. O noivado fora "autorizado" pela câmara baixa da Suécia e o casamento marcado para o dia 19 de junho de 2010, na Catedral de São Nicolau de Estocolmo. Após o casamento Westling usaria o título oficial de: "Sua Alteza Real" e "Duque da Gotalândia Ocidental". O anúncio provocou manifestações antimonárquicas e grande mobilização, especialmente pela Internet. Muitos suecos consideram inaceitável que as despesas com o casamento (estimadas em 3 milhões de dólares) sejam custeadas com recursos públicos.
Em abril de 2005, durante uma visita à Expo 2005, na cidade de Aichi na Japão, durante entrevista ao jornal Yomiuri Shimbun, Vitória admitiu a existência de alguém na sua vida, sem citar o nome de Daniel Westling. Ao ser questionada sobre o que pensava a respeito do casamento de membros da realeza com pessoas não pertencentes à nobreza, respondeu: "Creio que, em geral, os suecos acreditam que o jeito moderno seja casar-se quem amamos, não importando de onde ele ou ela vem". Também a rainha Sílvia, mãe de Vitória, é de origem burguesa, tal como o fundador da Casa de Bernadotte, Carlos XIV João, marechal de Napoleão Bonaparte que se tornou filho adotivo do rei Carlos XIII.

### Casamento

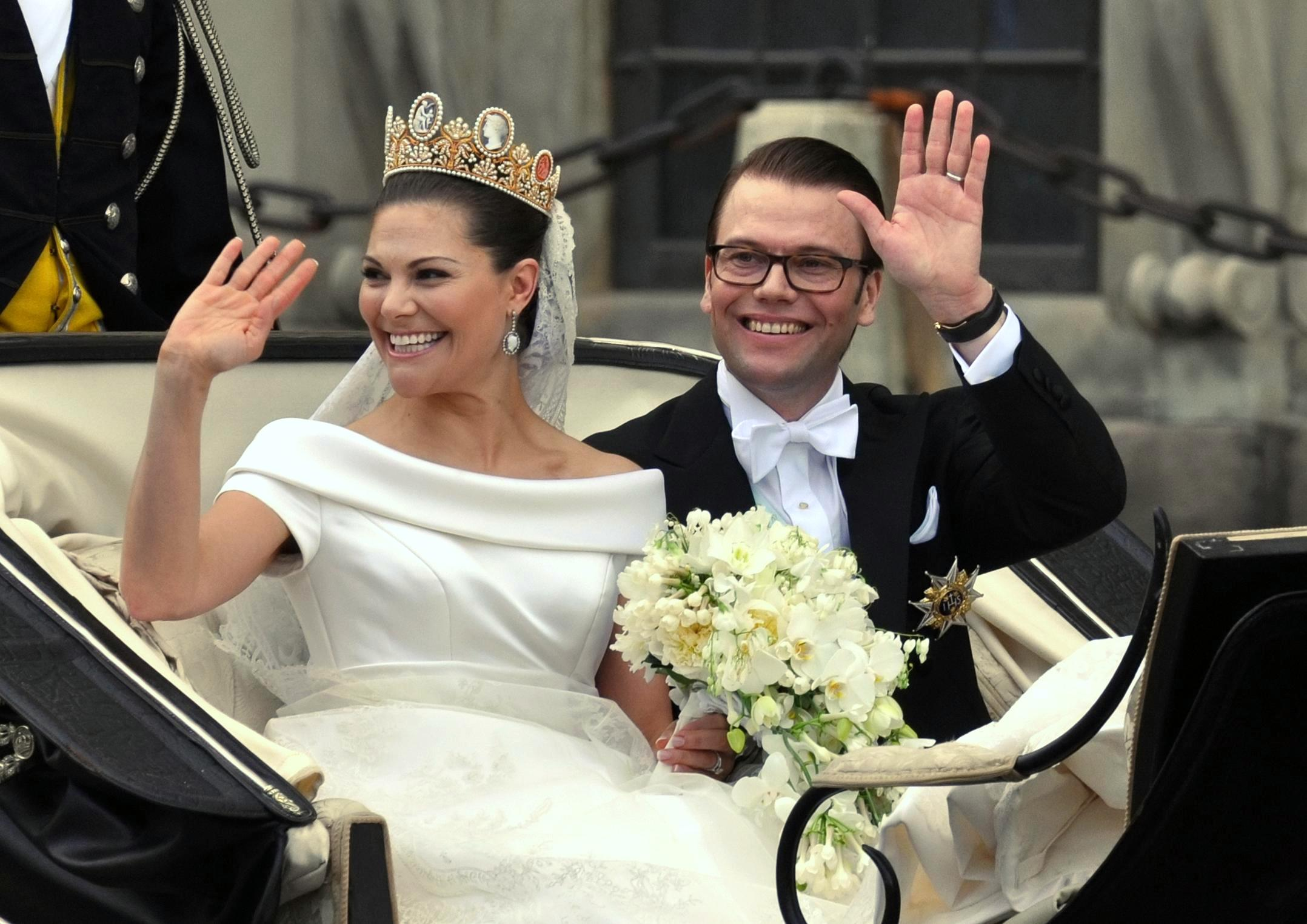
A princesa Vitória e Daniel na carruagem real

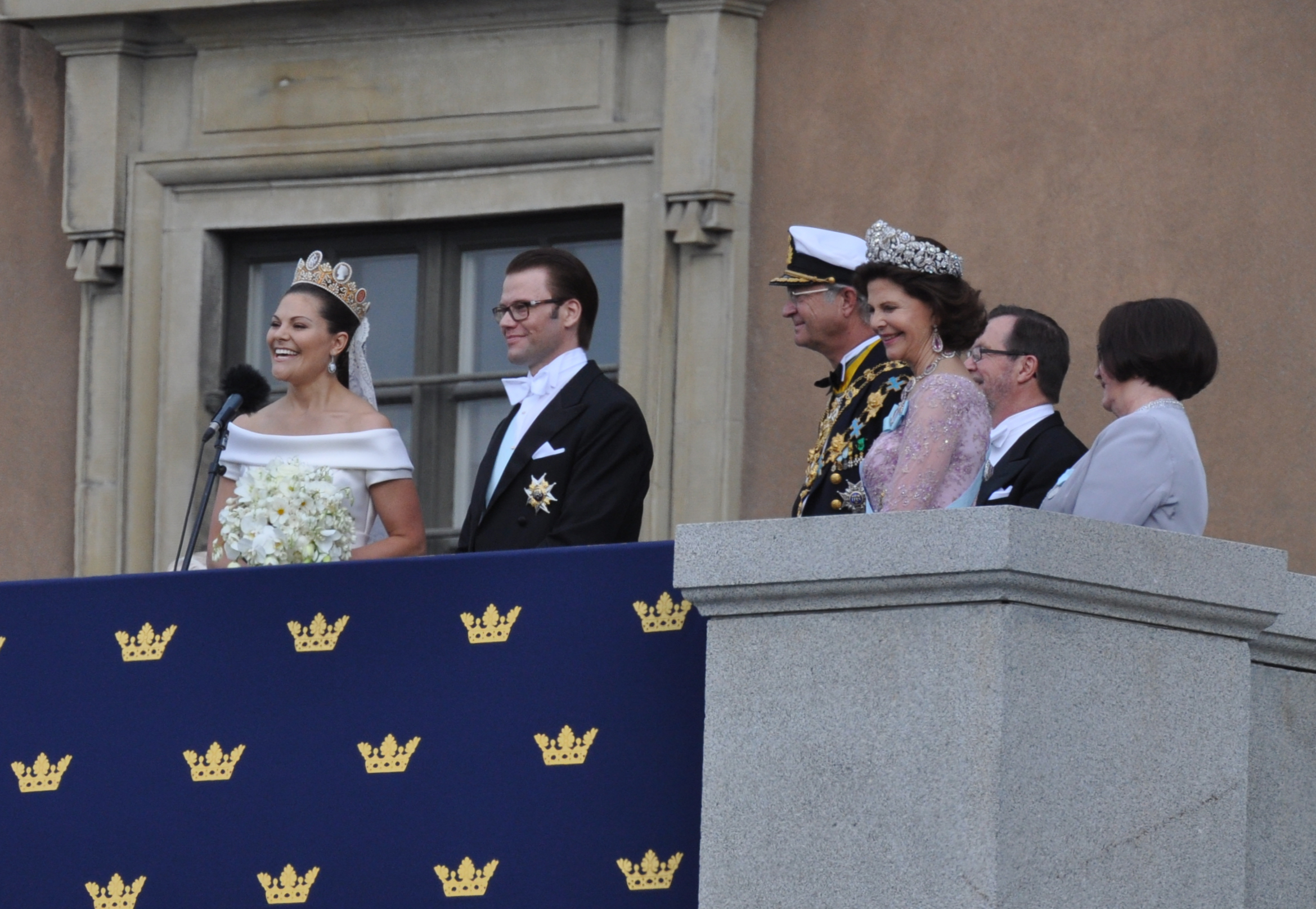
Os recém-casados na varanda do Palácio Real de Estocolmo saudando o público após o casamento.

O casamento real entre a Princesa Vitória da Suécia e Daniel Westling ocorreu em 19 de junho de 2010, na Catedral de São Nicolau de Estocolmo. Foi descrito como "o maior real casamento da Europa desde que o príncipe Carlos, Príncipe de Gales, se casou com a Lady Diana Spencer" em 1981.
O título e estilo de Daniel Westling depois do casamento é agora de "Sua Alteza Real, O Príncipe Daniel da Suécia e Duque da Gotalândia Ocidental". O ano de 2010, marcou os 200 anos de poder da Casa de Bernadotte na Suécia desde que João Batista Bernadotte se tornou o herdeiro do trono sueco.
A cerimônia começou às 15:30 no horário local de Estocolmo, com cerca de 1.100 convidados presentes. As mais notórias damas de honra da princesa Vitória foram a princesa Ingrid Alexandra da Noruega e a princesa Catarina Amália dos Países Baixos, e o cavalheiro de honra de Daniel foi: o príncipe Cristiano da Dinamarca.
Fora a isso, outras damas de honra do casamento foram: as primas da noiva, Madeleine von Dincklage, Giulia de Toledo Sommerlath e Vivien Nadine Sommerlath e as sobrinhas do noivo, a Hedvig Blom e Vera Blom.
A música da cerimônia foi presidida por Gustaf Sjökvist, organista da corte e da paróquia da Catedral de São Nicolau de Estocolmo. Ele também foi responsável pela música durante o casamento dos pais de Vitória em 1976. Os oficiantes, escolhidos pelo rei Carlos XVI Gustavo da Suécia, foram o arcebispo Anders Wejryd, o bispo emérito Lars-Göran Lönnermark, o bispo Antje Jackelén de Lund e Dom Åke dy Bonnier.
Vitória estava vestida com um vestido de casamento branco com uma cauda de cinco metros de comprimento, que foi desenhado pelo estilista sueco Pär Engsheden. Ela usou a mesma tiara com que a sua mãe se casou. A primeira parte da música que foi tocada foi composta por Karin Rehnqvist especialmente para o casal. Vitória andou pelo corredor da Catedral de Estocolmo com o pai, o rei Carlos XVI Gustavo da Suécia, que depois a entregou a Daniel. O casal de noivos, em seguida, parou diante do arcebispo Anders Wejryd, que lhes falou sobre a importância do apoio mútuo em um casamento. Depois de Vitória e Daniel serem declarados marido e mulher, os cantores suecos Agnes Carlsson e Björn Skifs terminaram a cerimônia com a canção "When You Tell the World You're Mine", escrita especialmente para o casal. Vitória e Daniel passaram por debaixo de espadas cruzadas após sair da catedral. A carruagem dos noivos, em procissão, passou por uma grande multidão de pessoas em Slottsbacken. O casamento de Vitória e Daniel foi o maior evento da história moderna de Estocolmo e de também maior audiência da história na Suécia, segundo a SVT}.

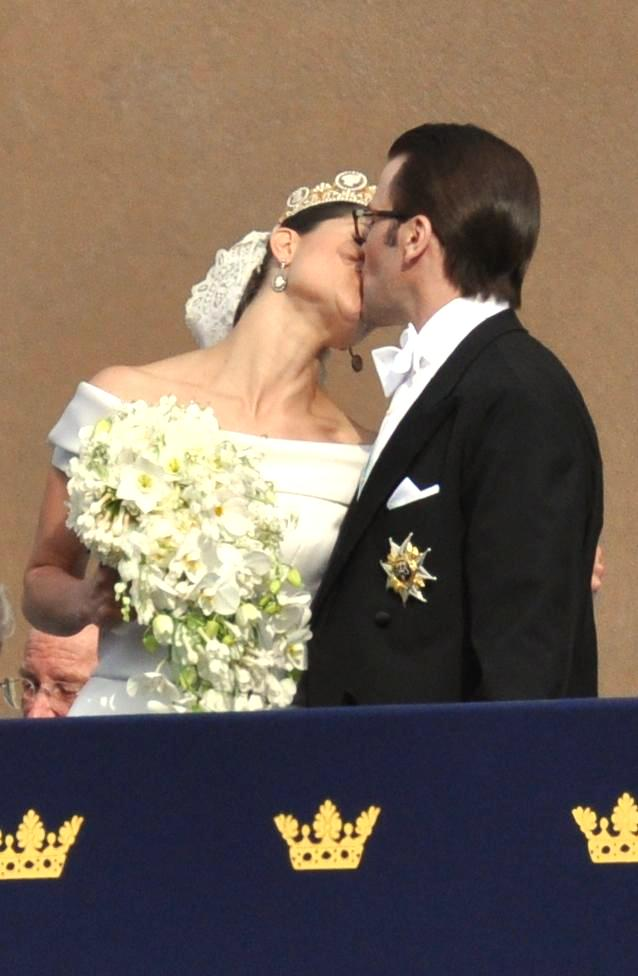
O casal na sacada do Palácio Real de Drottningholm

Muitos membros da nobreza internacional compareceram ao casamento, entre eles os Conde e Condessa de Wessex (representando a rainha Isabel II do Reino Unido e o príncipe Filipe, Duque de Edimburgo), a rainha e o príncipe consorte da Dinamarca, o príncipe herdeiro e a princesa da Dinamarca, o príncipe herdeiro do Japão, o rei e a rainha da Jordânia, o príncipe regente e a princesa de Liechtenstein, o grão-duque e a grã-duquesa do Luxemburgo, a rainha dos Países Baixos e o Príncipe de Orange e a Princesa Máxima, O rei e a rainha da Noruega, bem como o Haakon, Príncipe Herdeiro da Noruega e a Mette-Marit, Princesa Herdeira Consorte da Noruega, a rainha da Espanha, o príncipe e a princesa de Astúrias, entre outros.
Após o casamento, a popularidade da família real explodiu. Uma pesquisa mostrou que 70% dos suecos aprovavam a monarquia e apenas 16% gostariam de abandonar o regime monárquico.
Com o casamento, Daniel recebeu o título de Sua Alteza Real, Príncipe Daniel, Duque da Gotalândia Ocidental.

## Maternidade

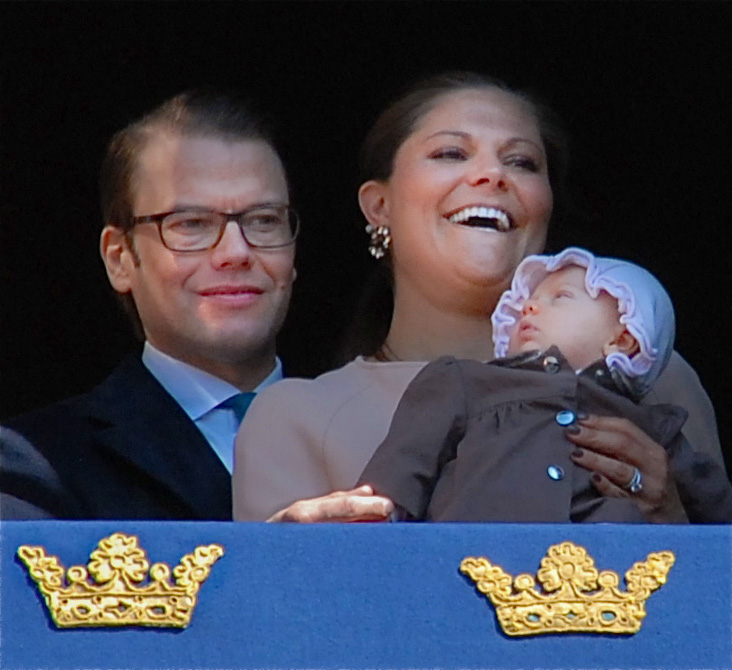
Vitória e Daniel com a filha a princesa Estela em 2012.

Em agosto de 2011 foi anunciado que a princesa Vitória e o seu marido Daniel, Duque da Gotalândia Ocidental estavam à espera do primeiro filho. Em 23 de fevereiro de 2012, às 4:16h locais da Suécia, no Hospital Universitário Karolinska, em Estocolmo, Vitória deu à luz a sua primeira filha, uma menina; que foi nomeada princesa Estela, Duquesa da Gotalândia Oriental.
Em 04 de setembro de 2015, o Palácio Real de Estocolmo anunciou oficialmente que Vitória e o seu marido Daniel, Duque da Gotalândia Ocidental esperavam o segundo filho juntos.
Em 02 de março de 2016, também no Hospital Karolinska, ela deu à luz um menino, nomeado príncipe Óscar, Duque da Escânia.

## Afilhados
Vitória também é a madrinha de batismo de muitas crianças da realeza da Europa, como a princesa Ingrid Alexandra da Noruega, a princesa Catarina-Amália dos Países Baixos, Princesa de Orange e o príncipe Cristiano da Dinamarca, e também a princesa Leonor da Bélgica.
Outros afilhados que ela tem são:
- Vivien Nadine Sommerlath (sua prima maternal; filha de seu primo materno, Jörg e Simone Sommerlath; nascida em 1992)
- Giulia Sommerlath (sua prima maternal; filha de Thomas e Susanne Sommerlath; nascida em 1995)
- Príncipe Constantino Aleixo da Grécia e Dinamarca (filho do príncipe Paulo, Príncipe Herdeiro da Grécia e da princesa Marie-Chantal Miller, Princesa Herdeira da Grécia; nascido em 28 de outubro de 1998)
- Baronesa Madeleine von Dincklage (sua prima; filha do Barão Cornelius e da sua prima paternal, a Baronesa Sybilla Louise Ambler von Dincklage; nascida em 15 de março de 1999; neta via mãe da princesa Margarida da Suécia, Sra Ambler)
- Leopold Lundén Sommerlath (filho de seu primo materno, Patrick Sommerlath e Camilla Lundén; nascido em 2002)
- Barão Ian de Geer (filho da sua prima materna, Baronesa Kristina-Louisa Silfverschiöld e do Barão Hans de Geer; neta por mãe da princesa Desidéria da Suécia, Baronesa Silfverschiöld; nascido em 20 de fevereiro de 2002)
- Ian Persson (filho de sua amiga Leonie Persson)
- Willem Dinkelspiel  (filho de seus amigos, Caroline e Peder Dinkelspiel)
- Diana Agnes Astrid Engsäll (filha de sua amiga Andrea Engsäll)
- Isabella Chloé Nilsson (filha de sua amiga, Caroline Kreuger e Jesper Nilsson)
- Princesa Leonor da Suécia, Duquesa da Gotlândia (sua sobrinha; filha de sua irmã, a princesa Madalena da Suécia, Duquesa da Helsíngia e Gestrícia; nascida em 20 de fevereiro de 2014)
- Princesa Katharina de Saxe-Coburg-Gotha (filha de seu primo, o príncipe Umberto Miguel, Príncipe Herdeiro de Saxe-Coburgo-Gota, Duque de Saxônia; nascida em 30 de abril de 2014)
- Desirée Elfrida Christina Magnuson (filha de seu primo paterno Gustaf Magnuson e a sua esposa Vicky Magnuson; neta por pai da princesa Cristina da Suécia, Sra Magnuson; nascida em 11 de julho de 2014)
- Príncipe Alexandre da Suécia, Duque de Södermanland (seu sobrinho; filho de seu irmão, o príncipe Carl Philip da Suécia, Duque da Varmlândia; nascido em 19 de abril de 2016).

Esses são os seus afilhados conhecidos. Esse fato que levou Vitória a ser chamada em alguns meios da mídia como a "Madrinha da Europa", por ter pelo menos um afilhado em variados países europeus.

## Títulos, estilos e honras

### Títulos e estilos
- 14 de julho de 1977 – 31 de dezembro de 1979: Sua Alteza Real, a Princesa Vitória da Suécia
- 01 de janeiro de 1980 – 09 de janeiro de 1980: Sua Alteza Real, a Princesa Herdeira Vitória da Suécia
- 09 de janeiro de 1980 – presente: Sua Alteza Real, a Princesa Herdeira Vitória da Suécia, Duquesa da Gotalândia Ocidental

### Honras
- Alemanha: Grande Cruz de Classe Especial de Ordem do Mérito da República Federal da Alemanha
- Áustria: Grande Estrela da Decoração de Honra por Serviços para a República da Áustria
- Bélgica: a Ordem de Leopoldo
- Brasil: Grã-Cruz da Ordem Nacional do Cruzeiro do Sul[25]
- Bulgária: Ordem da Estrela Platina, Primeira Classe
- Dinamarca: Dama da Ordem do Elefante[26]
- Estônia: Ordem da Cruz da Terra Mariana, Primeira Classse
- Estônia: Ordem da Estrela Branca, Primeira Classe[27]
- Finlândia: Ordem da Rosa Branca[27]
- França: Grande Cruz da Ordem Nacional ao Mérito
- Grécia: Grande Cruz da Ordem de Honra
- Islândia: Dama da Grande Cruz da Ordem do Falcão
- Japão: Grande Cordão da Ordem do Crisântemo
- Jordânia: Grande Cordão da Ordem da Renassença
- Letónia: Comandante da Ordem das Três Estrelas
- Lituânia: Grande Cruz da Ordem do Grande Duque Lituano Gediminas[28]
- Luxemburgo: Grande Cruz da Ordem de Adolfo de Nassau
- Malásia: Comandante da Ordem de Defesa de Reino
- Noruega: Grande Cruz da Ordem Real de Santo Olavo
- Romênia: Grande Cruz da Ordem da Estrela da Romênia.
- Suécia: Membro da Real Ordem do Serafim

### Brasão
| Brasão de Vitória | Monograma real de Vitória |

## Descendência
| Imagem | Nome                                   | Nascimento              |
| ------ | -------------------------------------- | ----------------------- |
|        | Estela, Duquesa da Gotalândia Oriental | 23 de fevereiro de 2012 |
|        | Óscar, Duque da Escânia                | 2 de março de 2016      |